# Garderhøjfortet
Garderhøjfortet var en del af Københavns Landbefæstning. Fortet blev anlagt 1886-92 for private midler og blev derefter udlånt til krigsministeriet. Krigsministeriet udlånte til gengæld oberstløjtnant E.J. Sommerfeldt, der udformede befæstningen og tegnede fortet.
Den private forening, der stod bag opførelsen, hed "Den frivillige Selvbeskatning til Forsvarets Fremme", eller "Fædrelandets Forsvar". Den frivillige selvbeskatning fik skrabet 1.448.725,53 kroner sammen. Løbende ekstra indbetalinger og donationer fik beløbet op på ca 1.5 millioner kroner. Det svarer i dag til ca. 80 mio. kroner.[kilde mangler]
Krigsministeriet disponerede over fortet til 1920, hvor det blev nedlagt som fort, og i 1921 gik det tilbage til foreningen, som herefter udlånte det til ministeriet som ammunitionsdepot. Fortet blev i en årrække benyttet som øvelsesplads for forsvaret og politiet.
I 1996 overdrog forsvarsminister Hans Hækkerup fortet til det danske folk, repræsenteret ved Garderhøjfonden, der arbejder for en restaurering af fortet med henblik på at åbne det for offentligheden.

## Fortets bevæbning
Garderhøjfortet havde forskellige pansertårne og tilhørende kanoner. Derfor var det også brugt som uddannelsesfort ved landsbefæstningen, da der var alle de gængse typer tårne. Der var både "forsvindingstårne" og faste tårne på fortet. Forsvindingstårne havde den fordel, at når de ikke var i brug, var det meste af tårnet under "jorden", og tårnet var næsten usynligt i landskabet. Et problem ved forsvindingstårnene var, at de var mindre og med tyndere panser end de faste tårne.
Der var følgende våben og tårne på fortet:
- 2 stk. 15 cm., lange jernkanoner M/1887 monteret i pansertårn M/1889: Begge kanoner var produceret i Sverige af firmaet Finspong, og tårnet var produceret i Tyskland af firmaet Grusonwerk. Tårnet er det største tårn på Garderhøjfortet, og der er som det eneste tårn plads til to kanoner. Den bevægelige del af tårnet vejer 100 tons, og med forpanser vejer hele tårnet 200 tons.
- 2 stk. 53 mm. hurtigtskydende stålkanon M/1890, monteret i hver sit "forsvindingstårn" M/1892: På hver side af hovedtårnet var der placeret en lille 53 mm. kanon i forsvindingstårn som nærforsvar. Både tårne og kanoner var produceret af firmaet Grusonwerk. Tårnene med kanoner vejer hver omkring 14 tons.
- 2 stk. 15 cm. kort stålkanon M/1884 monteret i panserlavet M/1889: Skytsetagens to inderste tårne holdt begge hver sin korte 15 cm. stålkanon. Begge faste tårne var produceret af Grusonwerk, og kanonerne var leveret af Krupp i Tyskland. Selve tårnene vejer 40 ton stykket, og forpanser til tårnene vejer 25 tons.
- 2 stk. 75 mm. hurtigt skydende stålkanon M/1889, monteret i forsvindingstårn M/1890: De to yderste tårne på skytsetagen er to franskproducerede forsvindingstårne. De blev leveret til Garderhøjfonden af firmaet Compagnie des Hauts-Forneaux, Saint Chamond. De to 75mm kanoner blev leveret af Krupp. Tårnene vejede hver 19 tons og havde en kontravægt på 15 tons. Denne kontravægt har yderligere en tillægsvægt på 550 kg, der muliggjorde, at tårnet bevægede sig "op af jorden".
- 8 mm. mitrailleuse M/1889 (eller model Gatling eller model Maxim-Nordenfelt) monteret i mitrailleusetårn M/1890: Hvor begge fortets poter munder ud i facegraven, er der placeret et mitrailleusetårn M/1890 til nærforsvar. I perioden 1892-1900 var begge tårne udstyret med et 10-løbet 8mm maskingevær, model "Gatling". Efter 1900 var der placeret et 8mm rekylmaskingevær, model "Maxim-Nordenfelt. Begge våbensystemer var indkøbt fra England, og det samme var forsvindingstårnet. Det blev leveret af det engelske firma "Cammel & Co.". Hvert tårn vejede 20 tons og havde et forpanser, der vejede 7 tons. Kontravægten vejer ligeledes 7 tons.

Tårne uden våben:
- Observationstårn M/18890:

Våben i kaponierene: 
- 47 mm. hurtigtskydende stålkanon M/1887
- 8mm. maskingevær.

## Garderhøjfortet genåbner
I mange år stod Garderhøjfortet, det største, første, dyreste - og eneste firkantede fort - overladt til sig selv i forglemmelse og forfald, indtil Garderhøjfonden tog fat på restaurering og bevaring. Det blev yderligere hjulpet på vej ved et samarbejde imellem Realdania, Kulturstyrelsen og Naturstyrelsen. 175 millioner kroner blev afsat til at restaurere Københavns Befæstning. Garderhøj fik sin del.
For driften af fortet står Experimentarium og Skoletjenesten Københavns befæstning, der driver skoleforløb.

### Fortets store restaurering
Garderhøjfortet var ved genoverdragelsen til Garderhøjfonden i ringe forfatning. Fortet var ikke vedligeholdt i nævneværdig grad og var plaget af fugt, der trængte ind gennem vægge og lofter. Derfor har der været en kontinuerlig indsats fra overdragelsen i 1996 til 2013 for at restaurere og sikre fortets nuværende udseende. Det store pansertårn er blandt andet sat i stand, og to "nye" kanoner er sat på plads. De to oprindelige blev hugget op i 1920[kilde mangler] og er nu erstattet af to lånte kanoner. De er af samme mærke og næsten samme årgang: 1888 og 1889. Kontravægtene til forsvindingstårnene er ikke blevet rørt, så de står, som de altid har gjort og vidner om fortets alder og forfald.
Fortet genåbnede officielt den 27. september 2013 og blev indviet med affyring af de store 15 centimeter kanoner. Kulturminister Marianne Jelved og Gentoftes borgmester, Hans Toft, havde æren af at fyre kanonerne af.

## Galleri
- Samtaleanlæg fra magasin til pansertårn.
- Garderhøjfort, fodfolkskasernen.
- Garderhøjfort, retiraderne.
- Garderhøjfort, saillantkaponiere med foranliggende diamantgrav
- Skydeskema i pansertårn: Ermelundsbroen
- Betjeningsgreb i pansertårn
- Forsvindingstårn til 10 mm. mitrallieuse
- Gangen i kassernen, taget på Gentoftenatten 2013
- Kontor i kassernen. Kassernen blev brugt under den kolde krig.
- Telefonsystem, fra kontor i kassernen på Garderhøjfortet
- Affyring af to-kanonen ved åbningen den 27. September, 2013.
- Facaden af Garderhøjfortet med strubekaponiere.
- Kort over oversvømmelsen i tilfælde af en invasion
- Den nederste del af to-kanonen. Her drejede man med håndkraft hele tårnet.
- Garderhøjfortet, Grusonwerk pansertårn uden 15 cm. Finspong kanoner